# Madeline Miller
Madeline Miller, přechýleně Millerová, (* 24. července 1978 Boston, Massachusetts) je americká spisovatelka, autorka knih Achilleova píseň (2011) a Kirke (2018). Millerová strávila deset let psaním Achilleovy písně, zatímco pracovala jako učitelka latiny a řečtiny. Kniha vypráví příběh o lásce mezi mytologickými postavami Achilleem a Patroklem. Autorka je držitelkou Alex Awards za rok 2019.

## Životopis
Millerová se narodila v Bostonu a vyrostla v New Yorku a ve Filadelfii. Po absolvování Brownovy univerzity s bakalářským a magisterským titulem v oboru klasika (2000 a 2001) začala vyučovat latinu, řečtinu a Shakespeara pro středoškolské studenty. Rok také studovala na Chicagské univerzitě, kde získala doktorát. V letech 2009 až 2010 získala na Dramatické škole Davida Geffena na Yaleově univerzitě titul Magistr umění (MFA) v oboru divadelní dramaturgie a dramatická kritika. V současné době žije v Pensylvánii poblíž Filadelfie.
Reportérovi z britského deníku The Guardian řekla, že k jejím inspiracím patří David Mitchell, Lorrie Mooreová, Anne Carsonová a také Vergilius.

## Dílo

### Achilleova píseň
Achilleova píseň, autorčin první román, vyšla v září 2011. Napsání knihy jí trvalo deset let. Kniha odehrávající se ve Starověkém Řecku vypráví příběh milostného vztahu mezi Achilleem a Patroklem. Román vyhrál 17. ročník Orange Prize za beletrii.

### Kirké
Kirké, její druhý román, vyšla 10. dubna 2018. Kniha je moderním převyprávěním z pohledu Kirké, kouzelnice z řecké mytologie, o níž se píše v Homérově Odysseji. Časopis Paste označil Kirké za druhou nejlepší knihu druhého desetiletí 21. století. Web tutorhouse.co.uk zařadil Kirké v roce 2021 mezi nejlepší knihy pro studenty klasiky. HBO Max dostalo práva na adaptaci knihy pro osmidílnou minisérii. Scenáristé Rick Jaffa a Amanda Silverová jsou připraveni napsat scénář a adaptaci produkovat.

### Galatea
Povídka původně vydaná jako e-kniha v roce 2013. V březnu 2022 vyšla v pevné vazbě. V Česku tato kniha zatím nevyšla. Román je převyprávěním řeckého mýtu o králi Pygmalionovi z pohledu sochy.